# Virolai

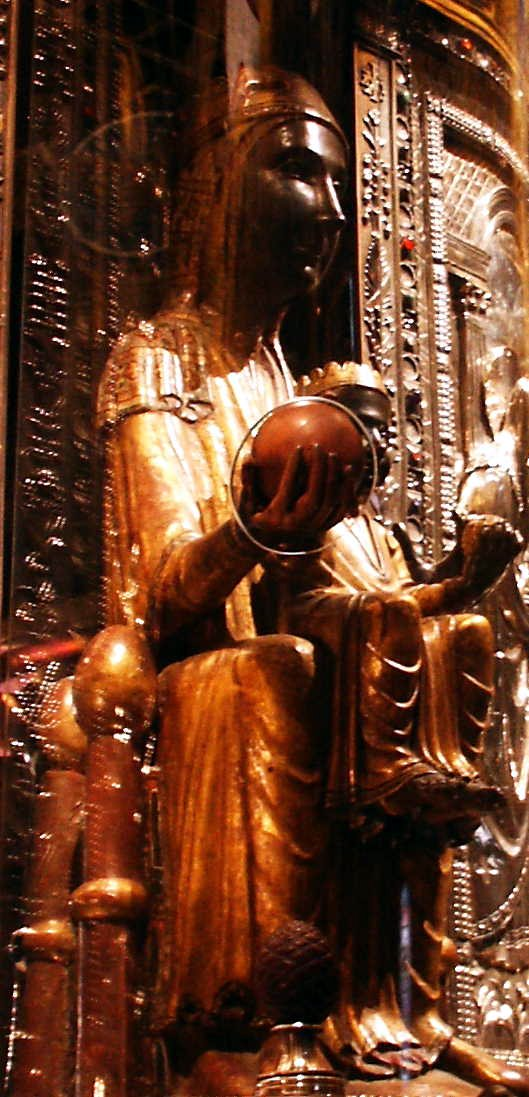
Mare de Déu de Montserrat

Un virolai és, en català, una composició poètica per a ser cantada, usualment composta per diverses estrofes amb tornada. El Virolai és un himne dedicat a la Mare de Déu de Montserrat que, amb el pas del temps, ha esdevingut un símbol espiritual i patriòtic dels catalans. El terme ve d'un ball francès, el virelai.
L'any 1880, el 20 de febrer, l'any del Mil·lenari de Montserrat, Josep Rodoreda i Santigós (1851-1922) va ser el guanyador del concurs musical que es va celebrar per commemorar les festes. Al concurs s'hi varen presentar 68 partitures amb l'objectiu de posar música al Virolai que havia escrit Jacint Verdaguer. La lletra fou publicada per primera vegada el 1880, al programa del certamen celebrat a Montserrat amb motiu de les festes del Mil·lenari. Suposa una adaptació d'un virolai del segle xiii.
El Virolai de Rodoreda no es convertiria en un símbol fins ben entrat el segle xx i a partir d'aleshores esdevindria no només signe d'espiritualitat, sinó també de catalanisme. Durant la dictadura del General Franco, quan no era legal cantar Els Segadors, el Virolai va ser un himne succedani. Quan es tractava de celebrar victòries esportives catalanes o d'altres circumstàncies, el Virolai feia llavors les funcions d'himne de Catalunya, sobretot en cercles confessionals cristians.
La lletra del Virolai comença amb les paraules: Rosa d'abril, morena de la serra..., la qual cosa fa que també sigui conegut amb el nom de Rosa d'abril.
A la vila de Picanya (Horta Sud), poble la patrona del qual és la Mare de Déu de Montserrat, es canta una versió curta del Virolai que canvia el gentilici "catalans" per "picanyers". El 1990, quan es va instal·lar el carilló de l'església, el batlle va assistir al Palau de la Generalitat de Catalunya on es va gravar el Virolai el qual, d'ençà d'aleshores, sona tres vegades al dia al campanar de la parròquia local.

## Partitura
- Tornada:

- Estrofa:

## Lletra
Rosa d'abril, Morena de la serra,

de Montserrat estel:

il·lumineu la catalana terra,

guieu-nos cap al Cel.

Amb serra d'or els angelets serraren

eixos turons per fer-vos un palau.

Reina del Cel que els Serafins baixaren,

deu-nos abric dins vostre mantell blau.

Alba naixent d'estrelles coronada,

Ciutat de Déu que somnià David,

a vostres peus la lluna s'és posada,

el sol sos raigs vos dona per vestit.

Dels catalans sempre sereu Princesa,

dels espanyols Estrella d'Orient,

sigueu pels bons pilar de fortalesa,

pels pecadors el port de salvament.

Doneu consol a qui la pàtria enyora

sens veure mai els cims de Montserrat;

en terra i mar oïu a qui us implora,

torneu a Déu els cors que l'han deixat.

Mística Font de l'aigua de la vida,

rageu del Cel al cor de mon país;

dons i virtuts deixeu-li per florida;

feu-ne, si us plau, el vostre paradís.

Ditxosos ulls, Maria, els que us vegen!

ditxós el cor que s'obri a vostra llum!

Roser del Cel, que els serafins voltegen,

a ma oració doneu vostre perfum.

Cedre gentil, del Líbano corona,

Arbre d'encens, Palmera de Sion,

el fruit sagrat que vostre amor ens dona

és Jesucrist, el Redemptor del món.

Amb vostre nom comença nostra història

i és Montserrat el nostre Sinaí:

sien per tots l'escala de la glòria

eixos penyals coberts de romaní.

Rosa d'abril, Morena de la serra,

de Montserrat estel:

il·lumineu la catalana terra,

guieu-nos cap al Cel.